# Communauté de communes de Sainte-Mère-Église
La communauté de communes de Sainte-Mère-Église est une ancienne communauté de communes française, située dans le département de Manche et la région Basse-Normandie.

## Historique
La communauté de communes de Sainte-Mère-Église a été créée le 30 décembre 1994. En 2004, les communes d'Étienville et des Moitiers-en-Bauptois la rejoignent.
Le 1er janvier 2013, les communes de Cretteville et Vindefontaine adhèrent à leur tour à la communauté.
Le 1er janvier 2014, elle fusionne avec la communauté de communes de Carentan-en-Cotentin pour former la communauté de communes de la Baie du Cotentin qui intègre aussi les communes de Houtteville (issue de la communauté de communes de La Haye-du-Puits), de Tribehou et Montmartin-en-Graignes (issues de la communauté de communes de la région de Daye).

## Administration
| Période                                  | Période      | Identité        | Étiquette | Qualité                          |
| ---------------------------------------- | ------------ | --------------- | --------- | -------------------------------- |
| ?                                        | janvier 1998 | Jean d'Aigneaux | DvD       | Maire de Beuzeville-la-Bastille  |
| janvier 1998                             | avril 2008   | Marc Lefèvre    | DvD       | Maire de Sainte-Mère-Église      |
| avril 2008                               | 2013         | Pierre Aubril   | DvG       | Maire de Ravenoville depuis 1995 |
| Les données manquantes sont à compléter. |              |                 |           |                                  |

## Composition
À la date de sa dissolution, la communauté de communes regroupait trente communes (les vingt-six du canton de Sainte-Mère-Église, deux du canton de La Haye-du-Puits et deux du canton de Saint-Sauveur-le-Vicomte) :
- Amfreville
- Angoville-au-Plain
- Audouville-la-Hubert
- Beuzeville-au-Plain
- Beuzeville-la-Bastille
- Blosville
- Boutteville
- Brucheville
- Carquebut
- Chef-du-Pont
- Cretteville (canton de La Haye-du-Puits)
- Écoquenéauville
- Étienville (canton de Saint-Sauveur-le-Vicomte)
- Foucarville
- Gourbesville
- Hiesville
- Houesville
- Les Moitiers-en-Bauptois (canton de Saint-Sauveur-le-Vicomte)
- Liesville-sur-Douve
- Neuville-au-Plain
- Picauville
- Ravenoville
- Sainte-Marie-du-Mont
- Sainte-Mère-Église
- Saint-Germain-de-Varreville
- Saint-Martin-de-Varreville
- Sébeville
- Turqueville
- Vierville
- Vindefontaine (canton de La Haye-du-Puits)

## Démographie
La communauté de communes s'étendait sur 228,49 km2, pour une population municipale de 9 530 habitants au recensement de 2011 soit 41,71 hab./km2.

## Administration
| Période      | Période       | Identité        | Étiquette | Qualité                                             |
| ------------ | ------------- | --------------- | --------- | --------------------------------------------------- |
| janvier 1995 | janvier 1998  | Jean d'Aigneaux | DvD       | Maire de Beuzeville-la-Bastille, conseiller général |
| janvier 1998 | avril 2008    | Marc Lefèvre    | DvD       | Maire de Sainte-Mère-Église, conseiller général     |
| avril 2008   | décembre 2013 | Pierre Aubril   |           | Maire de Ravenoville                                |